# Красовський Іван Дмитрович

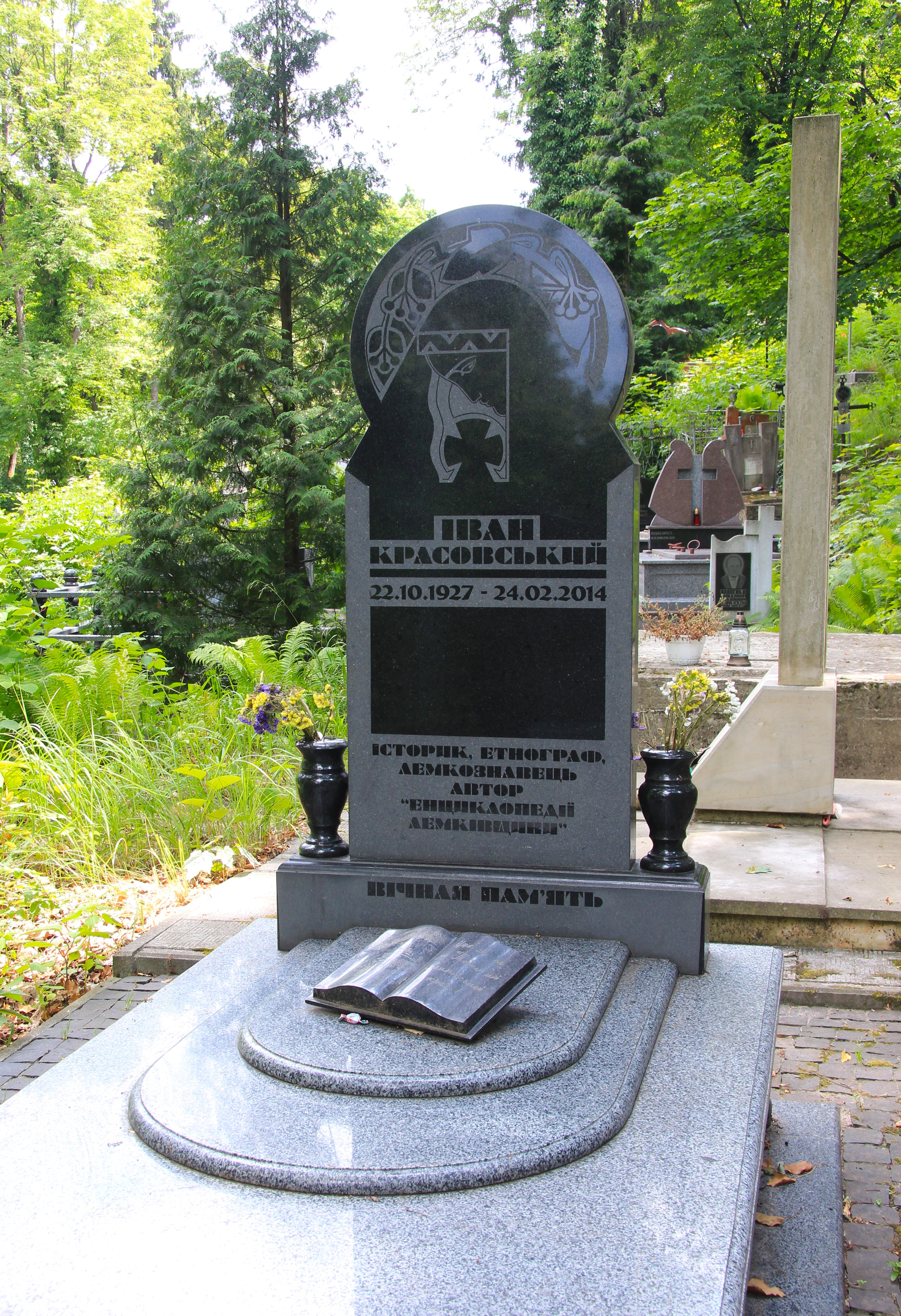
Надгробок на могилі етнографа Івана Красовського.

Іван Дмитрович Красовський (Красівський, 22 жовтня 1927, с. Дошно Сяніцького повіту, тепер Польща — 24 лютого 2014, Львів) — український історик-етнограф, публіцист, громадський діяч. Член НТШ, член Спілки журналістів України (1962).

## Життєпис
Народився в лемківському селі Дошно Сяніцького повіту, тепер Польща.
У 1941—1944 роках навчався в Українській учительській семінарії в Криниці. У 1945 році разом з батьками переселений в Україну під час акції масового переселення.
У 1948 році закінчив культурно-освітній технікум у Теребовлі.
У 1952 році закінчив Львівську юридичну школу, а в 1957 році — історичний факультет Львівського університету.
У 1957—1969 роках працював науковцем у Львівському історичному музеї.
З 1969 року — завідувач наукового відділу музею народної архітектури та побуту у Львові (народна назва «Шевченківський гай»). На музейній роботі присвятив себе вивченню і популяризації історії та культурних надбань лемків. На різних посадах працював в музеї до відходу на пенсію у 1996 році.
Іван Красовський був дійсним членом Наукового товариства імені Шевченка у Львові та головою його Лемківської комісії.

## Наукова і громадська діяльність

Обкладинка книги Івана Красовського «Діячі науки і культури Лемківщини»

Проблемою історії та культури лемків зайнявся ще студентом. У 1956 році надрукував статтю «Лемки та їх походження», а темою дипломної роботи обрав «Визвольний рух на Лемківщині в XVII ст.»
Є автором понад 1000 статей з лемківської тематики, які друкувалися в тижневику «Наше слово» і «Українському календарі» (Варшава), журналах «Дукля», «Дружно вперед» (Словаччина), «Нова думка» (Югославія), «Народна творчість та етнографія» (Київ), «Дзвін» (Львів), «Лемківщина» (Нью-Йорк), «Науковий збірник Музею української культури у Свиднику», «Нова думка» (Хорватія) та інших.
Його вчителями і науковими консультантами були академік І. Крип'якевич, член-кореспондент АН УРСР К. Гуслистий, професори Л. Похилевич, Ю. Редько, П. Чучка. Заслуговує уваги опрацювання І. Красовським півтори тисячі заміток з історії, культури, побуту, мистецтва, літератури лемків («Наше слово», 1977—1991). Цей цикл стане основою «Енциклопедичного словника Лемківщини».
Наукова праця «Лемки-етнографічна група українського народу» була написана для кандидатської дисертації в Інституті мистецтвознавства, фольклору та етнографії Академії Наук у Києві. Незабаром появилася ґрунтовно опрацьована монографічна праця «Матеріальна культура лемків північних схилів Карпат». Одна з важливих праць І. Красовського це «Прізвища галицьких лемків 18 століття», яка друком появилася окремою книжкою 1993 року у Львові.
Іван Красовський є автором історичної кіноповісті «Андрій Савка», про опришка першої половини 17 ст., про лемківського «Робін Гуда», розбійника, героя фольклору з села Стебника Бардіївського округу. Кіноповість опублікована в журналі «Дукля» (1984, № 1-2).
Окремими книжками вийшли також «Лемківщина у боротьбі за возз'єднання з Україною» (Нью-Джерсі, 1964), «Хто ми, лемки…» (у співавт. з Д. Солинком, Львів, 1991), «Тільки з рідним народом» (Львів, 1992), «До земляків за океан» (Львів, 1993), «Лемківщина в боротьбі за возз'єднання» (Нью-Джерсі, 1994), «Михайло Орисик — визначний різьбар Лемківщини» (Львів, 1995), «Лемківська церква святих Володимира і Ольги у Львові» (Львів, 1997), «Родина митців Сухарських» (Львів, 2003), «Незабутня Лемківщина у верхів'ї ріки Вислоки…» (Львів, 2004; співавтор А. Тавпаш), «Село Дошно — колиска мого дитинства» (Львів, 2006)
Він також є упорядником альбому «Лемківщина в творчості Василя Мадзеляна» (Львів, 1994), співавтором і упорядником «Лемківського календаря» на 1994—1999 роки.
Постійно бере участь у міжнародних і республіканських наукових конференціях, симпозіумах. Був одним із засновників суспільно-культурного товариства «Лемківщина» (1988), Фундації дослідження Лемківщини у Львові (1991). Як музейний працівник, зібрав численні пам'ятки культури лемків для музеїв України.
Працюючи у 1991—1996 рр. головою правління Фундації, очолив будівництво лемківської зони музею народної архітектури та побуту, а також будівництво Лемківської церкви і Музею історії та культури лемків на території лемківської зони етнопарку «Шевченківський гай».
З його ініціативи Фундація підготувала і видала у 1991—1999 рр. двадцять книжок з лемківської тематики.
У 2000 році видав довідник «Діячі науки і культури Лемківщини». До довідника увійшло 250 науково-культурних діячів обох схилів Лемківщини. Крім діячів науки і культури — вихідців з Лемківщини — окремі розділи присвячено польським, словацьким, чеським дослідникам Лемківщини, а також східно- і західноукраїнським ученим, письменникам, які зробили помітний внесок у розвиток науки і культури лемків.
Підсумком історико-дослідницької праці Івана Красовського стало видання «Енциклопедичного словника Лемківщини» (в співавторстві з Іваном Челаком) у 2013 році у львівському видавництві «Астролябія».
Помер 24 лютого 2014 року. Похований на 26 полі Личаківського цвинтаря у Львові. Пам'ятник на могилі Івану Красовському встановлено за проектом відомого скульптора Петра Кулика та архітектора Юрія Верхоли.